# Lethe monilifera
Lethe monilifera är en fjärilsart som beskrevs av Charles Oberthür 1923. Lethe monilifera ingår i släktet Lethe och familjen praktfjärilar. Inga underarter finns listade i Catalogue of Life.